# Creu de terme de Guim Ferrer

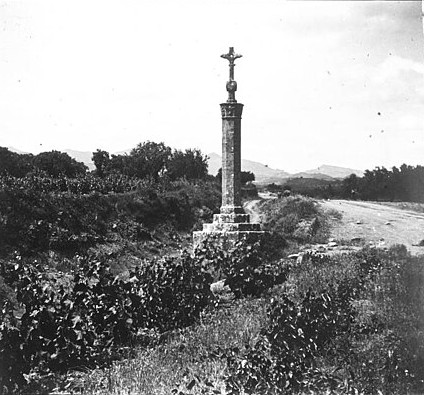
La creu, el 1914

La Creu de terme de Guim Ferrer, o Creu del Muró, és una creu de terme de l'Espluga de Francolí (Conca de Barberà) situada a l'oest del nucli del municipi, al peu de la carretera de Poblet (T-700). Està  inclosa a l'Inventari del Patrimoni Arquitectònic de Catalunya.
Està ubicada a la partida de nom homònim, al camí direcció Poblet i era d'estil gòtic. La creu consta d'una base poligonal amb quatre graons, de pedra sobre el qual s'assenta el basament sense decoracions. S'aixeca el fust hexagonal fet de blocs de pedra ben escairats coronats per un capitell senzill amb un equí motllurat que sosté un pinacle senzill per finalitzar amb una creu amb el tronc llarg amb les puntes dels braços i de la cúspide ajuntats en forma còncava i una obertura rectangular al centre.
Creu esmentada al segle XV. Part de la creu fou destruïda durant la Guerra Civil.